# Kometal Gjorče Petrov Skopje
Rakometen Klub Kometal Gjorče Petrov Skopje (Clubul de handbal Kometal Gjorče Petrov Skopje) (în macedoneană Ракометен Клуб Кометал Ѓорче Петров Скопје) a fost o echipă macedoneană de handbal feminin din Skopje care evolua în Skopsko Super Ženska Liga (Superliga Feminină de Handbal a Macedoniei).

## Istoric
Clubul a fost fondat în 1979 sub numele de Handbal Club Gjorče Petrov. De la obținerea independenței de către Macedonia, în 1991, Kometal a câștigat toate titlurile și cupele naționale, cu excepția Cupei Macedoniei din 1994. Clubul a fost primul și singurul din istoria handbalului macedonean care și-a trecut în palmares o cupă europeană: în 2002, formația a câștigat Liga Campionilor EHF, învingând în finală pe Ferencvárosi TC. Kometal a mai ajuns de două ori în finala Ligii Campionilor, în 2000 și 2005, și a câștigat Trofeul Campionilor EHF în 2002. La un moment dat, Kometal devenise cea mai populară echipă sportivă din Macedonia, având și propriul imn cântat de cunoscuți interpreți macedoneni. Kometal Gjorče Petrov și-a întrerupt oficial funcționarea și existența pe 16 septembrie 2011, când comitetul de acționari a decis că nu mai pot fi îndeplinite condițiile pentru operarea în continuare a activității.

## Palmares
- Liga Feminină de Handbal a Macedoniei:
  - Câștigătoare (17): 1993, 1994, 1995, 1996, 1997, 1998, 1999, 2000, 2001, 2002, 2003, 2004, 2005, 2006, 2007, 2008, 2009

- Cupa Macedoniei
  -  Câștigătoare (16): 1993, 1995, 1996, 1997, 1998, 1999, 2000, 2001, 2002, 2003, 2004, 2005, 2006, 2007, 2008, 2009

- Liga Campionilor EHF:
  -  Câștigătoare (1): 2002
  - Finalistă (2): 2000, 2005

- Trofeul Campionilor EHF:
  -  Câștigătoare (1): 2002
  - Semifinalistă (1): 2004

## Lotul de jucătoare
Ultima echipă cunoscută este cea din sezonul 2008–09:
| Portari - 01 Ana Križanac - 12 Veselinka Trenoska Extreme Extreme dreapta - 04 Simona Nikolovska - 05 Jelena Popović Extreme stânga - 10 Dragana Pecevska - 20 Iva Stojkovska - 21 Marija Steriova Pivoți - 08 Sandra Bošnjak - 11 Lenče Ilkova - 17 Nataša Mladenovska | Linia de 9 metri Intermediari stânga - 02 Savica Mrkić - 09 Ana Carolina Amorim - 13 Mirjeta Bajramoska - 14 Julija Portjanko-Nikolić - 18 Eduarda Idalina Amorim Coordonatori - 07 Dragica Kresoja - 19 Dušica Gjorgjievska Intermediari dreapta - 06 Elena Gjeorgjievska - 15 Alegra Oholanga |

## Jucătoare notabile
- Klara Boeva
- Indira Kastratović-Jakupović
- Gordana Naceva
- Andrijana Budimir
- Olga Buianova
- Natalija Todorovska
- Valentina Radulović
- Luminița Dinu-Huțupan
- Yeliz Özel
- Tatjana Medved
- Anzela Platon